# Atsushi Kimura
Atsushi Kimura (japanisch 木村 敦志 Kimura Atsushi; * 1. Mai 1984 in Ibaraki) ist ein ehemaliger japanischer Fußballspieler.

## Karriere
Kimura erlernte das Fußballspielen in der Jugendmannschaft von Gamba Osaka. Seinen ersten Vertrag unterschrieb er 2003 bei Gamba Osaka. Der Verein spielte in der höchsten Liga des Landes, der J1 League. Für den Verein absolvierte er sechs Erstligaspiele. Ende 2014 beendete er seine Karriere als Fußballspieler.

## Erfolge
Gamba Osaka
- AFC Champions League

Sieger: 2008
- J1 League

Meister: 2005, 2014
Vizemeister: 2010
- J.League Cup

Sieger: 2007, 2014
Finalist: 2005
- Kaiserpokal

Sieger: 2008, 2009, 2014
Finalist: 2006, 2012